# Linanthus viscainensis
Linanthus viscainensis är en blågullsväxtart som beskrevs av R. Moran. Linanthus viscainensis ingår i släktet Linanthus och familjen blågullsväxter. Inga underarter finns listade i Catalogue of Life.